# Selección de fútbol americano de Chile
La Selección de fútbol americano de Chile es el equipo representante de Chile en competencias de tipo internacional de fútbol americano. Es administrada por la Federación Deportiva Nacional de Fútbol Americano de Chile (FDNFA).

## Partidos

### Adultos
- Pacífico-Atlántico Bowl I: 02-14 vs. Charrúas (Uruguay), 23/04/2011, Montevideo, Uruguay
- Andes Bowl II: 32-00 vs. Águilas (Córdoba, Argentina), 12/11/2011, Santiago, Chile.
- vs. Brasil: 00-33 vs. Brasil, 21/01/2012, Foz de Iguazú, Brasil
- Pacífico-Atlántico Bowl II: 14-14 vs. Charrúas (Uruguay), 16/11/2012, Santiago, Chile
- Pacífico-Atlántico Bowl III: vs. Charrúas (Uruguay), 15/02/2014, Montevideo, Uruguay
- Tazón de los Libertadores: 19-38 vs. Halcones (Argentina), 19/12/2015, Santiago, Chile

### Sub-21
- Pacífico-Atlántico Bowl: 14-21 vs. Charrúas (Uruguay), 23/04/2011, Montevideo, Uruguay
- Pacífico-Atlántico Bowl: 14-21 vs. Charrúas (Uruguay), 16/11/2012, Santiago, Chile
- Tazón de los Libertadores: 13-06 vs. Halcones (Argentina), 19/12/2015, Santiago, Chile

### Flag Football Mujeres
- Pacífico-Atlántico Flag Bowl Mujeres: 31-07 vs. Charrúas (Uruguay), 28/11/2015, Montevideo, Uruguay

## Head Coach

### Tackle
- Dennis Caceres (2011-2014)
- David Cárdenas D. (2015)
- Gonzalo Cataldo Cortes (2018-a la actualidad )